# Suclumpa
Suclumpa är en ort i Mexiko.   Den ligger i kommunen Salto de Agua och delstaten Chiapas, i den sydöstra delen av landet, 800 km öster om huvudstaden Mexico City. Suclumpa ligger 86 meter över havet och antalet invånare är 898.
Terrängen runt Suclumpa är varierad. Runt Suclumpa är det ganska glesbefolkat, med 42 invånare per kvadratkilometer. Närmaste större samhälle är Belisario Domínguez, 19,1 km öster om Suclumpa. Trakten runt Suclumpa består till största delen av jordbruksmark.